# Liste der Gemeindeverbände im Département Meurthe-et-Moselle
Das Département Meurthe-et-Moselle liegt in der Region Grand Est in Frankreich. Es untergliedert sich in 20 Gemeindeverbände.
Siehe auch: Liste der Gemeinden im Département Meurthe-et-Moselle

## Gemeindeverbände

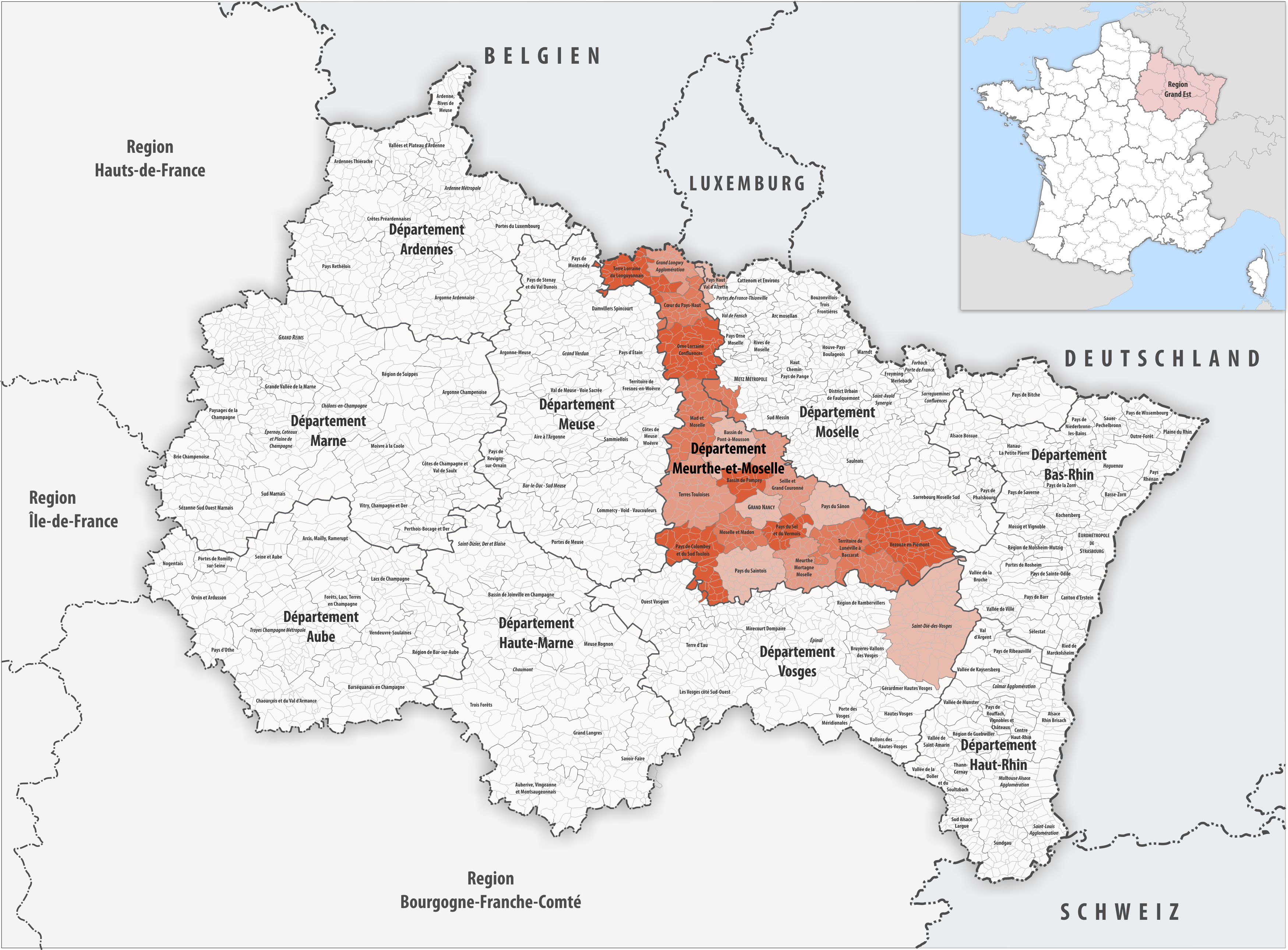
Gemeindeverbände im Département Meurthe-et-Moselle

| Gemeindeverband                    | Gemeinden im Départ./Verband | Einwohner 1. Januar 2022 | Fläche km² | Dichte Einw./km² | SIREN- Nummer | Rechtsform                 | Gründungsdatum    |
| ---------------------------------- | ---------------------------- | ------------------------ | ---------- | ---------------- | ------------- | -------------------------- | ----------------- |
| Bassin de Pompey                   | 13/13                        | 39.626                   | 155,56     | 255              | 245 400 601   | Communauté de communes     | 29. Dezember 1994 |
| Bassin de Pont-à-Mousson           | 31/31                        | 40.203                   | 266,20     | 151              | 200 041 515   | Communauté de communes     | 1. Januar 2014    |
| Cœur du Pays-Haut                  | 24/25                        | 23.280                   | 210,51     | 111              | 200 070 290   | Communauté de communes     | 9. Dezember 2016  |
| Grand Longwy Agglomération         | 21/21                        | 63.645                   | 173,47     | 367              | 245 400 262   | Communauté d’agglomération | 27. November 1960 |
| Grand Nancy                        | 20/20                        | 258.208                  | 142,30     | 1.815            | 245 400 676   | Métropole                  | 31. Dezember 1995 |
| Mad et Moselle                     | 40/47                        | 19.144                   | 457,20     | 42               | 200 070 738   | Communauté de communes     | 12. Dezember 2016 |
| Meurthe Mortagne Moselle           | 37/37                        | 16.456                   | 270,62     | 61               | 200 067 643   | Communauté de communes     | 24. Oktober 2016  |
| Moselle et Madon                   | 19/19                        | 28.192                   | 188,88     | 149              | 245 400 171   | Communauté de communes     | 11. August 1965   |
| Orne Lorraine Confluences          | 41/41                        | 52.850                   | 392,81     | 135              | 200 070 845   | Communauté de communes     | 24. Oktober 2016  |
| Pays de Colombey et du Sud Toulois | 37/38                        | 11.235                   | 371,83     | 30               | 245 400 510   | Communauté de communes     | 29. Dezember 2000 |
| Pays Haut Val d’Alzette            | 2/8                          | 29.465                   | 72,88      | 404              | 245 701 404   | Communauté de communes     | 17. Dezember 2004 |
| Pays du Saintois                   | 55/55                        | 14.229                   | 348,27     | 41               | 200 035 772   | Communauté de communes     | 19. Dezember 2012 |
| Pays du Sânon                      | 28/28                        | 5.795                    | 246,98     | 23               | 245 400 759   | Communauté de communes     | 24. Dezember 1997 |
| Pays du Sel et du Vermois          | 16/16                        | 28.698                   | 137,58     | 209              | 245 400 189   | Communauté de communes     | 13. Juli 2001     |
| Saint-Dié-des-Vosges               | 3/77                         | 72.973                   | 979,94     | 74               | 200 071 066   | Communauté d’agglomération | 1. Januar 2017    |
| Seille et Grand Couronné           | 42/42                        | 18.955                   | 345,13     | 55               | 200 070 589   | Communauté de communes     | 12. Dezember 2016 |
| Terre Lorraine du Longuyonnais     | 27/27                        | 15.334                   | 242,72     | 63               | 200 043 693   | Communauté de communes     | 22. April 2013    |
| Terres Touloises                   | 41/41                        | 44.293                   | 467,60     | 95               | 200 070 563   | Communauté de communes     | 12. Dezember 2016 |
| Territoire de Lunéville à Baccarat | 43/43                        | 40.609                   | 452,14     | 90               | 200 070 324   | Communauté de communes     | 9. Dezember 2016  |
| Vezouze en Piémont                 | 51/51                        | 11.483                   | 444,99     | 26               | 200 069 433   | Communauté de communes     | 24. Oktober 2016  |